# Helhuvudfiskar
Helhuvudfiskar (Holocephali) är bredvid hajar och rockor (Elasmobranchii) den andra recenta underklassen i djurgruppen broskfiskar. Av helhuvudfiskar finns idag bara ordningen havsmusartade fiskar (Chimaeriformes) kvar. Underklassen helhuvudfiskar uppkom under yngre devon och var mycket artrik under perioden karbon. Under perm dog de flesta djur i underklassen ut.
Till djurgruppen räknas ungefär 25 arter.
Det vetenskapliga namnet är bildat av de gammalgrekiska orden holos (hel) och kephale (huvud). Den enkla överkäken (Palatoquadratum) är fast förenad med huvudets andra delar. Helhuvudfiskar saknar revben och de har fyra gälöppningar. Typisk är en giftig tagg i ryggfenan. Vid stjärtfenan förekommer ett utskott som liknar ett snöre. Ofta finns påfallande utskott även vid andra kroppsdelar. Hos arterna är analöppningen och den urogenitala öppningen skild från varandra. Huden bär inga fjäll. Kanske är några av de beskrivna kännetecken inte lämpliga för utdöda arter.
Arterna lever nära havets botten och de når ett djup av 500 meter.